# Kepler-38

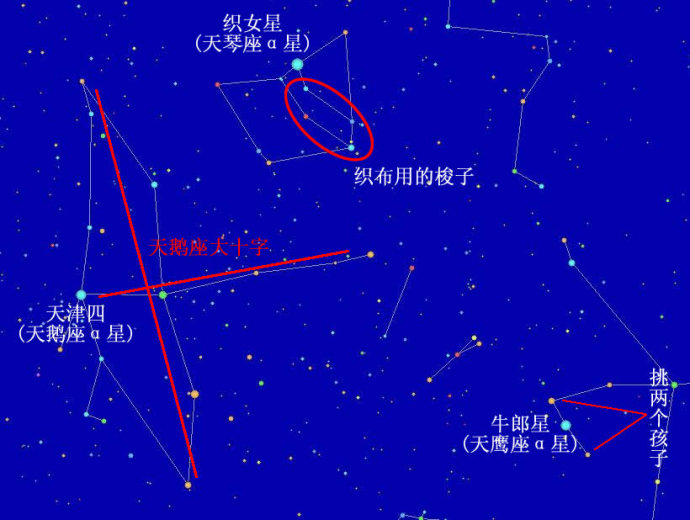
Kepler-38

Kepler-38 là một hệ sao đôi trong Chòm sao Thiên Cầm. Những ngôi sao này, được gọi là Kepler-38A và Kepler-38B có khối lượng lần lượt bằng 95% và 25% M☉. Ngôi sao sáng hơn là lớp quang phổ G trong khi ngôi sao thứ cấp có lớp quang phổ M. Chúng cách nhau 0,147 AU và hoàn thành một quỹ đạo lệch tâm quanh một khối tâm chung sau mỗi 18,8 ngày.

## Hệ hành tinh
| Thiên thể đồng hành (thứ tự từ ngôi sao ra) | Khối lượng | Bán trục lớn (AU) | Chu kỳ quỹ đạo (ngày) | Độ lệch tâm | Độ nghiêng | Bán kính |
| ------------------------------------------- | ---------- | ----------------- | --------------------- | ----------- | ---------- | -------- |
| b                                           | —          | 0.4644            | 105.595               | —           | —          | 0.39 RJ  |